# Ron
El ron es una bebida alcohólica, elaborada de la fermentación y destilación de la melaza o el jugo de la caña de azúcar. La mayoría de su producción se encuentra en América, y concretamente el Caribe, aunque también se produce en otros países como las Filipinas o la India.
Tras fermentarse, el producto es destilado a altas temperaturas usando alambiques de cobre o de acero inoxidable para obtener un alto contenido de etanol. El destilado resultante es diluido entonces con agua pura desmineralizada hasta alcanzar una concentración de etanol de entre el 35 y 40%. Posteriormente, de forma opcional, es sometido a procesos de añejamiento, generalmente en barricas de roble.
Esta bebida se menciona por primera vez en documentos provenientes de Barbados en 1650. Se le llamaba kill-devil o rumbullion (una palabra de Devonshire, Inglaterra, que significa 'un gran tumulto'). En las colonias antillanas francesas, se le llamó guildive (modificación de kill-devil) y posteriormente tafia, un término probablemente africano o indígena. Ya en 1667 se le llamaba simplemente rum. La primera mención oficial de la palabra rum aparece en una orden emitida por el gobernador general de Jamaica con fecha del 8 de julio de 1661.

## Etimología
Se desconoce con exactitud el origen del término «ron». La hipótesis más aceptada traza su origen al rumbullion, una bebida elaborada a partir de hervir cañas de azúcar. De ahí se acortaría a rum en inglés, y más tarde al castellano como «ron». Otra teoría es que proviene de rumbustion, una palabra del argot inglés que hace referencia a un «tumulto» o «alboroto», un bullicio ruidoso e incontrolable, aunque el origen de estos términos y la naturaleza de su relación no sea clara. En todo caso, ambos términos aparecieron en el inglés al mismo tiempo (rumbullion data del 1651 y rum del 1661).

## Historia

### Antecedentes
Los precursores del ron datan de la época antigua. Se cree que el desarrollo de bebidas fermentadas a partir de la caña de azúcar ocurrió en la antigua Grecia y luego salió desde allí. Un ejemplo cercano es la bebida llamada «Mortal». Producido por la gente de Malasia, el ron data de miles de años. También Marco Polo dijo alguna vez en el siglo XIV que un "muy buen vino de azúcar" se le había sido ofrecido en Persia, lo que hoy es Irán. 
La caña de azúcar fue introducida en el sur de Europa por los comerciantes árabes, y consta que en el reino de Granada se cultivaba la planta a la que los romanos denominaban “Saccaron” desde el 700 D.C. y se producía un licor a base de fermentar jugo de caña. Así mismo está documentado que fue en la península ibérica, específicamente en Jerez de La Frontera, donde desde el año 1400 se inició el proceso de añejado en solera, el cual era utilizado por los productores de vino de Jerez, barricas que hasta el día de hoy son muy apreciadas para el añejamiento del ron… Consta en el archivo de la Casa de La Contratación de Las Indias ubicado en Sevilla que los primeros fardos de Caña de Azúcar que llegaron a América, iban a bordo de la expedición de Colón junto con barricas llenas de aguardiente de caña y de vino de Jerez Oloroso; otros documentos de la era imperial española demuestran que el destilado de la caña de azúcar añejado en barricas del jerez, ya era utilizado casi secretamente (suponemos que por representar una gran ventaja táctica militar en aquella época) como bastimento para los marinos y para preservar el buen estado del agua en las largas travesías. Sin duda, el destilado de alcoholes provenientes de la fermentación de jugos de la caña de azúcar que habían traído los árabes al sur de la península ibérica así como su posterior añejado en solera, usando barricas de Jerez, fue el nacimiento de lo que hoy conocemos como el “ron”.

### Origen caribeño

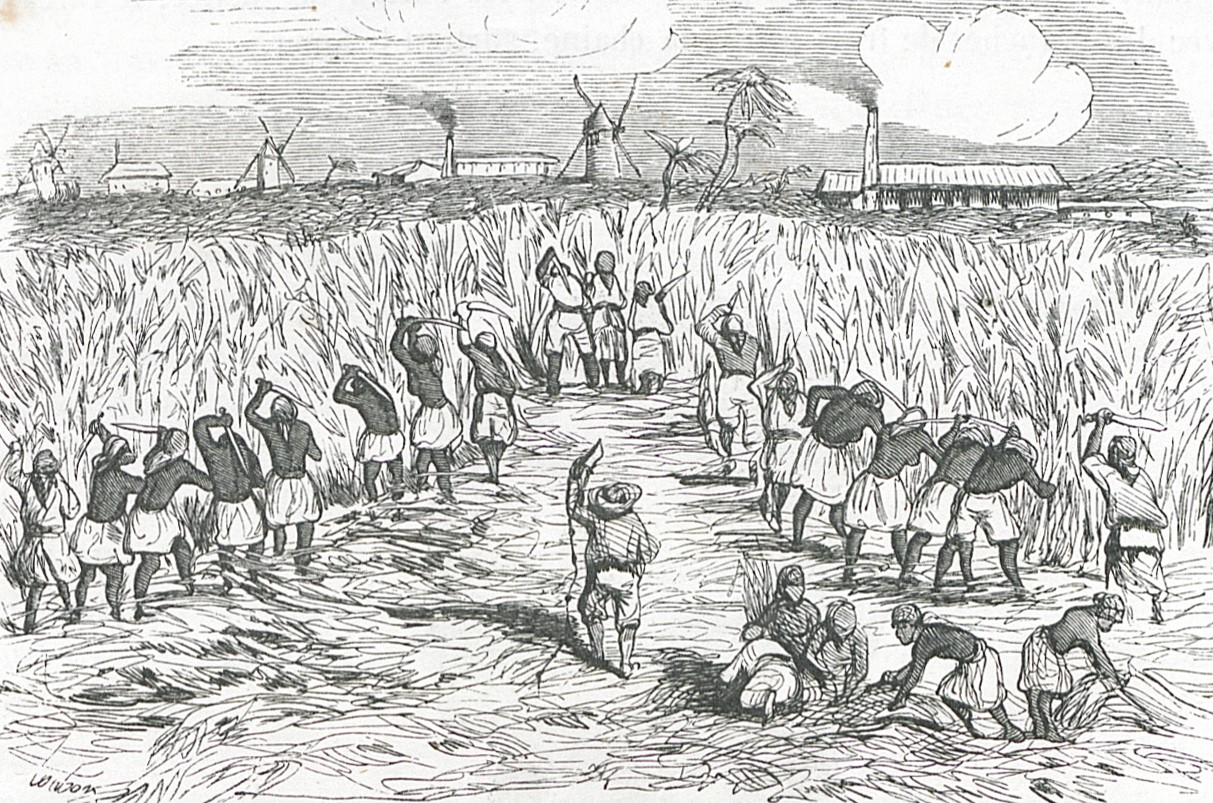
Esclavos cortando caña de azúcar en una plantación.

La primera destilación de ron en el Caribe tuvo lugar en las plantaciones de caña de azúcar en el siglo XVII. Los esclavos de las plantaciones descubrieron que la melaza, un subproducto líquido extraído del proceso de refinado del azúcar, podía fermentarse en alcohol. Luego, al destilarse se concentraba el alcohol y se eliminaban impurezas, produciéndose así los primeros rones modernos. La tradición sugiere que este tipo de ron se originó por primera vez en la isla de Nieves. Un documento de 1651 proveniente de Barbados decía: «El principal aturdimiento que hacen en la isla es el rumbullion, alias kill-divil, y está hecho de cañas de azúcar destiladas, un licor picante, infernal y terrible». Sin embargo, en la década de 1620, la producción de ron también se registró en Brasil y muchos historiadores creen que el ron llegó a Barbados junto con la caña de azúcar y sus métodos de cultivo desde Brasil. Se ha encontrado un líquido identificado como ron en una botella de hojalata encontrada en el buque de guerra sueco Vasa, que se hundió en 1628.
A fines del siglo XVII, el ron había reemplazado al brandy francés como el alcohol de intercambio preferido en el comercio triangular. Los comerciantes y patronos del lado africano del comercio, a quienes antes se les pagaba con brandy, se les comenzó a pagar con ron. En 1862, Don Facundo Bacardí funda la casa de rones Bacardí. Bacardí desarrolló un ron ligero y seco que se convirtió en el favorito de la isla. El ron cubano también le debe mucho a Pedro Diago, conocido como «el padre de los productores de ron cubano, pues fue él quien tuvo la idea de almacenar los aguardientes en tinajones de barro enterrados.

## Categorías
Dividir el ron por tipos o edades es complicado, debido al hecho de que se produce en muchos países y cada uno tiene su propia legislación. No existe un acuerdo para la vejez mínima o para una clasificación estándar. Argentina los divide en Blanco, Ligero y Extra Ligero, Barbados white, Overproof, y Matured, otros países no quieren poner restricciones a sus productores y encontramos varios términos, como Añejo, Solera, Solera Reserva, Viejo, Extraviejo, Old, o de edades, 3, 5, 7, 10, 12, 15, 20, que a menudo no son más que un término de mercadotecnia y que, por lo tanto, son de dudosa credibilidad para usarlos como elemento diferenciador.
A pesar de estas diferencias se acepta a nivel regional tres grandes tipos de ron:
- Rones de origen hispano

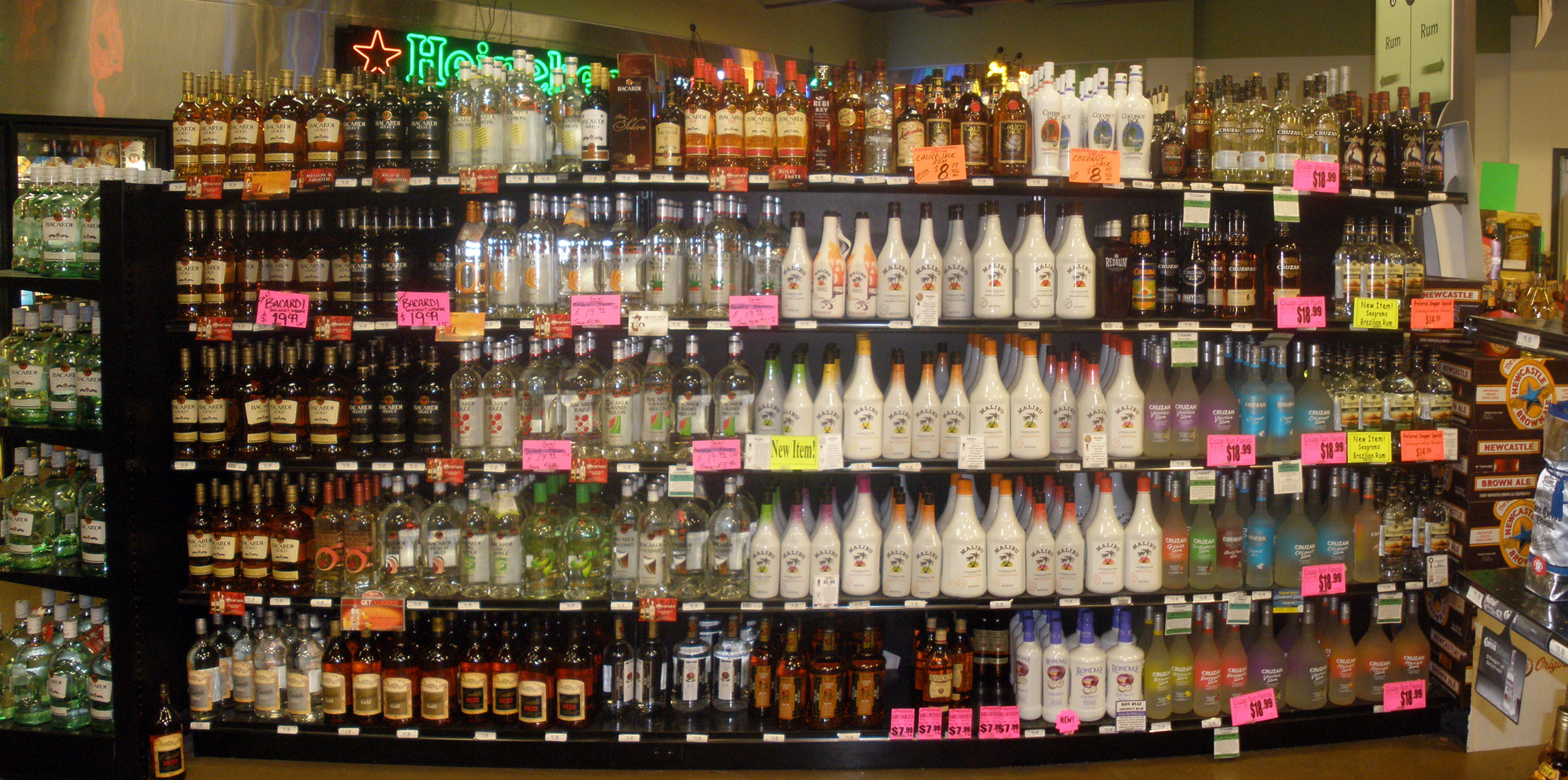
Botellas de ron.

Producción: A partir de melaza de caña de azúcar. 

Crianza: Por sistema de criaderas y soleras.

Estilo: Rones ligeros, de secos a dulzones. Se añade caramelo y azúcar.

Categoría y vejez: Acostumbran a poner un número en la etiqueta que en algunos países representa el más viejo de la mezcla, en otros la edad de la solera, en otros es simplemente un número. Este número no debería interpretarse como la edad del ron.

Zonas: Caribe, Centroamérica y Panamá, México, Colombia, Ecuador, Venezuela, Perú y España (principalmente Canarias y Granada).
- Rones de origen británico

Producción: A partir de melaza de caña de azúcar.

Crianza: Diversos sistemas desde soleras y criaderas a crianzas estáticas en barrica los de mayor calidad.

Estilo: Rones oscuros y potentes, dulzones y especiados. Se añade caramelo (color), azúcar y especias. 

Categoría y vejez: Acostumbran a poner una descripción independiente en la etiqueta (Spiced rum, extra old,...) que tiene un significado diferente para cada productor.

Zonas: Barbados, Bermuda, Belice, o Guyana son los típicos rones de este origen.
- Rones de origen francés agrícolas

Producción: A partir de jugo caña de azúcar.

Crianza: Crianza estática en barrica (mismo sistema que el Whisky de Malta Escocés).

Estilo: rones ligeros que destacan por su paleta aromática que proviene de la caña de azúcar. Secos y potentes. Rones controlados por una Denominación de Origen. Caramelo y cualquier tipo de aditivo altamente restringido.

Categoría y vejez: Rhum Ambré (crianza en madera), Rhum Vieux (crianza en madera superior a 3 años), y años de vejez. Debido a que en estos rones los años representan la edad mínima del ron y que están bajo control, no acostumbran a sobrepasar los 10 años.

Zonas: Guadalupe, Haití y Martinica son los típicos rones de este origen. Debido a su producción y sobre todo a su crianza estática, acostumbran a ser más caros que los rones de melaza.
- Según Reglamento (CE) 110/2008. (Anexo II)

1. Ron.
a) El ron es:
i) la bebida espirituosa producida exclusivamente de la fermentación alcohólica y la destilación, bien de melazas o de jarabes procedentes de la elaboración de azúcar de caña, bien del propio jugo de la caña de azúcar, y destilada a menos de 96 % vol, de forma que el producto de la destilación presente, de manera perceptible, las características organolépticas específicas del ron.
ii) una bebida espirituosa producida exclusivamente de la fermentación alcohólica y la destilación del jugo de la caña de azúcar, que presente las características aromáticas específicas del ron y un contenido de sustancias volátiles superior o igual a 225 g/hl de alcohol de 100 % vol. Esta bebida espirituosa podrá comercializarse con el término «agrícola» para calificar la denominación de venta «ron» junto con cualquier otra indicación geográfica de los Departamentos franceses de ultramar o de la Región Autónoma de Madeira.

## Tipos de ron

### Ron agrícola
El ron agrícola es el ron que se elabora exclusivamente a partir del jugo de caña, y el término se utiliza principalmente para los rones producidos en el ultramar francés, específicamente los de la isla de Martinica, que cuentan con Denominación de Origen. El jugo de caña se oxida fácilmente, por lo que la mayoría de rones se elaboran a partir de la melaza. En la época preindustrial, sin embargo, era al revés; la materia prima usada por la mayoría de fabricantes era el jugo y no la melaza, de ahí el nombre de «agrícola». 

### Ron añejo
El ron añejo procede de aguardientes que han permanecido en envases de madera de roble o cerezo durante un tiempo superior a un año. Normalmente los rones añejos suelen comercializarse siguiendo la pauta de los años de antigüedad del ron, por ejemplo: ron añejo de 3 años, 5 años, 8 años, 12 años, etc.

### Ron aromatizado
Los rones aromatizados se infusionan principalmente con fruta, como bananas, mango, naranja, piña, coco, carambola o lima. Tienen menor graduación alcohólica, generalmente inferior a los 40º. En su mayoría sirven para dar sabor a bebidas tropicales de temática similar, pero a menudo también se beben solos o con hielo. Esta infusión de sabores se produce después de la fermentación y destilación. Son populares en Madagascar y La Reunión los rhums arrangés, variantes locales de ron aromatizado. Otras formas de ron aromatizado se dan agregando ciertos productos químicos al alcohol para simular el sabor de otros alimentos. El ron aromatizado con coco y piña emula perfectamente el sabor del cóctel piña colada. Por otra parte, el aromatizado a frutas cítricas se aproxima mucho a un Daiquirí.

### Ron blanco
El ron blanco, ron plateado o ron ligero se caracteriza por la ausencia de color, aunque puede tener un ligero tono amarillo. Debe proceder de aguardientes, destilados o de sus mezclas, que hayan permanecido en envases de madera de roble o cerezo el tiempo adecuado.
Aunque entre sí son sinónimos, cuando se habla de «ron ligero» se refiere a la consistencia del líquido. Este ron se destila en alambiques de tipo continuo, y es el ideal para preparar cócteles como la guarapita venezolana y el mojito cubano.

### Ron dorado
El ron dorado o ron ámbar son rones de cuerpo medio que han sido añejados en envases de madera de roble o cerezo. Estos adquieren su color oscuro al envejecer en barricas de madera (generalmente las barricas de roble blanco carbonizadas que son el subproducto del whisky Bourbon). Tienen más sabor y un sabor más fuerte que el ron ligero, y se pueden considerar a medio camino entre el ron ligero y las variedades más extravagantes.
Si bien se suele tomar sin mezclar, también se puede emplear para hacer cócteles como el famoso cubalibre o la piña colada. En Venezuela también se emplea para elaborar sucedáneos de la famosa bebida Ponche Crema llamados «leche de burra».

### Ron dulce
Se le llama ron dulce o licor de ron a los rones que contienen una alta cantidad de sacarosa, generalmente 100 g⁄l o su equivalente en glucosa. De por sí el ron ya posee un sabor dulce, los rones dulces tiene un sabor hasta empalagoso; sin embargo es frecuente encontrarlos en coctelería.

### Ron escarchado
Se caracteriza por alcanzar la sobresaturación de azúcar, presentándose cristalizado en ramas vegetales que sirven de soporte.

### Ron especiado
Los rones especiados se obtienen mediante la adición de especias y, a veces, caramelo. La mayoría son de color más oscuro y se basan en rones dorados. Algunas variedades son significativamente más oscuras, mientras que muchas marcas más baratas se elaboran con rones blancos económicos y se oscurecen con un color caramelo. Entre las especias que típicamente se pueden agregar al ron se encuentran la canela, el romero, la absenta, el anís, la pimienta, el clavo y el cardamomo.

### Ron 151º
El ron 151 u overproof rum (del inglés, over «sobre», «encima de» y -proof «a prueba de»; pronunciación en inglés: /ˈəʊvəˌpruːf/) son aquellos que contienen una cantidad etílica significativamente superior que el estándar de 40°. Pueden contener hasta 75°-80°. Dos ejemplos son el Bacardi 151 o Pitorro Moonshine. Suelen utilizarse en bebidas mixtas.

### Ron viejo
El ron viejo procede de aguardientes que han permanecido en envases de madera de roble o cerezo durante un tiempo no inferior a tres años.

### Derivados
En Venezuela, existe un producto llamado «bebida espirituosa seca», el cual se considera como un sustituto barato del ron («lavagallo»). Esta bebida posee apenas un 40% de ron añejo por volumen. Se le conoce coloquialmente como «ron de pobre». Las marcas más conocidas son, a saber: Superior (Santa Teresa), Cinco Estrellas (DUSA), Moneda de Oro (Cacique), Pana Ron (Barquisimeto); entre otras.
En Panamá se producen rones artesanales a partir del jugo fresco de la caña de azúcar y también de la variante raspadura o papelón que no es más que el jugo de caña convertido en bloques pasando la cocción del mosto y posteriormente colocado en moldes para un manejo más adecuado permitiendo que esta materia prima se pueda transportar a las destilerías sin problemas de contaminación. Por lo general son rones destilados en pequeños alambiques de cobre.

### Traducción
- Esta obra contiene una traducción parcial derivada de «Rum» de Wikipedia en inglés, concretamente de esta versión, publicada por sus editores bajo la Licencia de documentación libre de GNU y la Licencia Creative Commons Atribución-CompartirIgual 4.0 Internacional.